# Terpsiphone
Els monarques del paradís (Terpsiphone) són un gènere d'ocells de la família dels monàrquids (Monarchidae).El gènere es distribueix per Àfrica i Àsia, així com per diverses illes.

## Descripció
Algunes espècies són migratòries, però la majoria són residents. La característica més reveladora del gènere són les llargues cues serpentines dels mascles de moltes espècies que poden arribar a fer 40 cm de llarg. A més de les llargues cues, els mascles i les femelles presenten dimorfisme sexual i tenen un plomatge vermellós, negre i blanc.

## Taxonomia
El gènere Terpsiphone va ser introduït pel zoòleg alemany Constantin Gloger el 1827. L'espècie tipus va ser posteriorment designada com a papamosques del paradís indi. El nom prové del grec antic «terpsi» que significa “delectar-se en” i «phonos», “veu”.
Segons la Classificació del Congrés Ornitològic Internacional (versió 15.1, 2025) aquest gènere està format per 16 espècies:
- Terpsiphone bedfordi - monarca del paradís de Bedford.
- Terpsiphone rufocinerea - monarca del paradís del Congo.
- Terpsiphone rufiventer - monarca del paradís ventre-rogenc.
- Terpsiphone batesi - monarca del paradís de Bates.
- Terpsiphone viridis - monarca del paradís africà.
- Terpsiphone paradisi - monarca del paradís de l'Índia.
- Terpsiphone affinis - monarca del paradís oriental.
- Terpsiphone floris - monarca del paradís de l'illa de Flores.
- Terpsiphone incei - monarca del paradís de la Xina.
- Terpsiphone atrocaudata - monarca del paradís del Japó.
- Terpsiphone cyanescens - monarca del paradís de Palawan.
- Terpsiphone cinnamomea - monarca del paradís canyella.
- Terpsiphone atrochalybeia - monarca del paradís de São Tomé.
- Terpsiphone mutata - monarca del paradís de Madagascar.
- Terpsiphone corvina - monarca del paradís de les Seychelles.
- Terpsiphone bourbonnensis - monarca del paradís de les Mascarenyes.

### Espècie antiga
A rel dels estudis d'ADNmt de les filogènies per part de Fabre et al. (2012) i Andersen et al. (2015), el monarca del paradís d'Annobón (Terpsiphone smithii) s'agrupà amb el monarca del paradís ventre-rogenc (Terpsiphone rufiventer). T. smithii està inclòs a T. rufiventer. A més, el complex monarca del paradís ventre-rogenc conté altres subespècies almenys tan fenotípicament diferents de la subespècie nominada (Borrow & Demey, 2001 i del Hoyo & Collar 2016).